# Satis
Dans la mythologie égyptienne, Satis (ou Sati) est une déesse associée au Nil et à ses cataractes. C'est la fille de Rê, le soleil.
Son nom, qui vient de setji (semer, répandre) et signifie « Celle qui répand », la confirme dans la fonction de celle qui répand les eaux que son époux, Khnoum, a fait jaillir.

## Présentation
Si Satis est surtout représentée anthropomorphe, il semblerait que, très anciennement, elle ait été vénérée sous forme d'antilope ou de bubale, dont sa couronne Hedjet pourvue de deux cornes est la réminiscence. De même, l'antilope lui est consacrée, ainsi que le vautour, dont elle se pare parfois. Ses attributs personnels sont, outre le sceptre Ouas et le signe ânkh, des flèches, à l'instar de Neith. Cette dernière, avec qui elle partage sa personnalité assez virile, sportive et indépendante, peut être considérée comme son pendant du Nord.

## Origine géographique et lieux de culte
Satis est indéniablement originaire de la 1re cataracte du Nil, au niveau d'Éléphantine ou de Sehel, où se trouvaient ses premiers lieux de culte ; elle est généralement considérée comme la gardienne de toutes les cataractes.

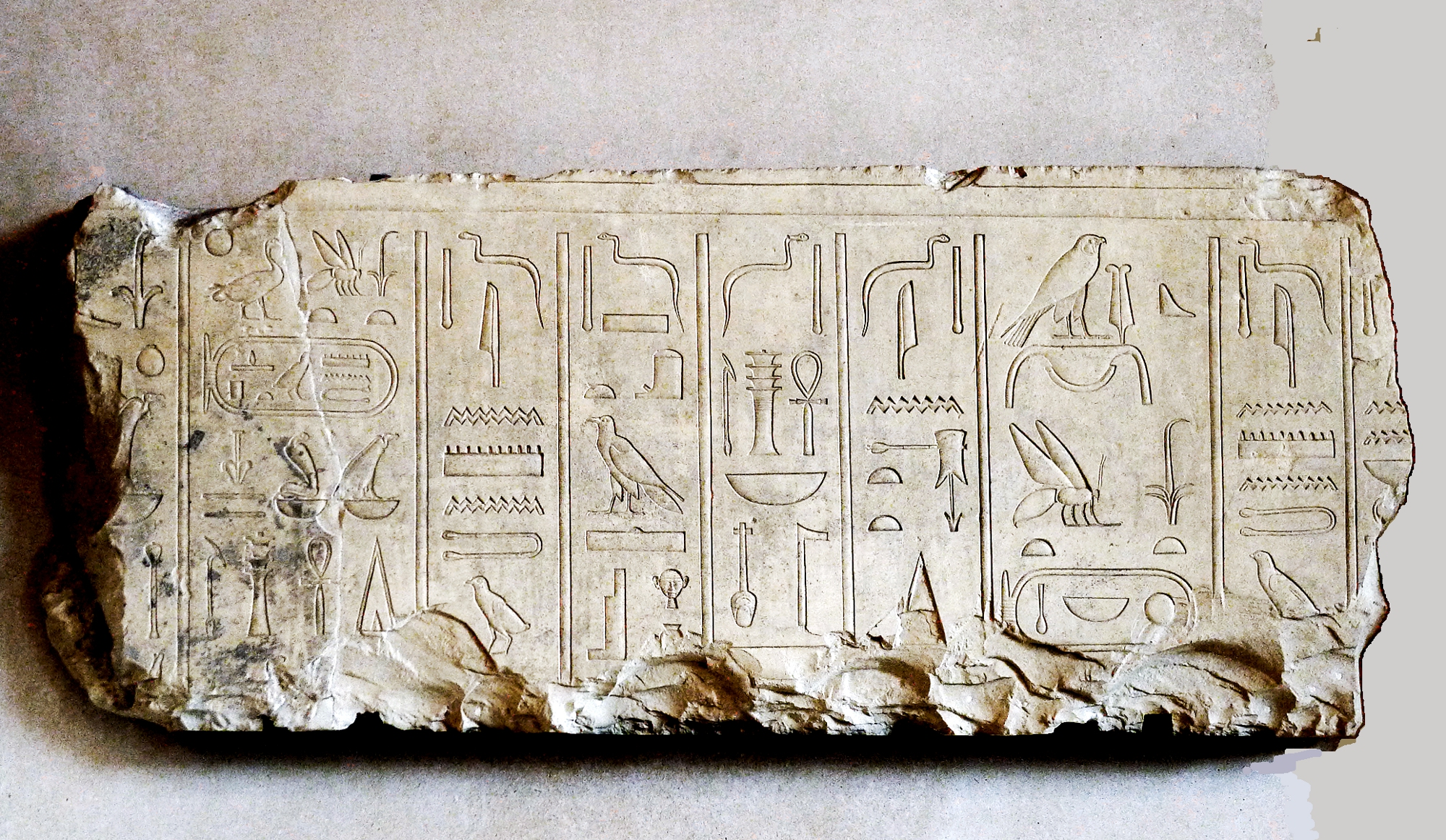
Linteau d'une porte du temple de Montou à Tôd (règne de Nebhépetrê Montouhotep) ; le texte mentionne le dieu Montou et la déesse Satet) - Musée du Louvre.

Ses lieux de vénération sont multiples, et principalement situés dans le Sud : à Éléphantine, sa ville tutélaire bien sûr, où elle forme une triade avec Khnoum, son parèdre — époux durant la Basse époque — et leur fille Anoukis, en Nubie (Semna, Bouhen, Koumna, Gebel Docha, etc.) où elle est adorée en compagnie d'Amon, de Montou ou d'Horus de la XXVe dynastie à la période romaine, et au Fayoum, là où étaient cachées les sources mythiques du Nil du Nord, assimilée à Ouadjet et donc porteuse de la couronne rouge Decheret.
C'était près de ses temples qu'étaient célébrées les fêtes religieuses liées à la crue du Nil.

## Fonctions
Satis, « Celle qui donne l'eau fraîche qui vient d'Éléphantine » et « La maîtresse de la première cataracte » est une des déesses les plus importantes du cycle de l'inondation et de la crue, responsable soit de son déclenchement, soit de sa distribution. Sans être symbole de fécondité, elle apportait fertilité et prospérité, ce qui l'a rapprochée de Sothis. Les anciens Égyptiens étant néanmoins parfaitement conscients que l'inondation prenait naissance au cœur de l'Afrique, Satis était vénérée en tant que « Maîtresse du Grand Sud », « Maître de la Nubie » ou encore « Maîtresse de Pount », et protégeait les marchandises et les caravanes venant de ces lointaines contrées.

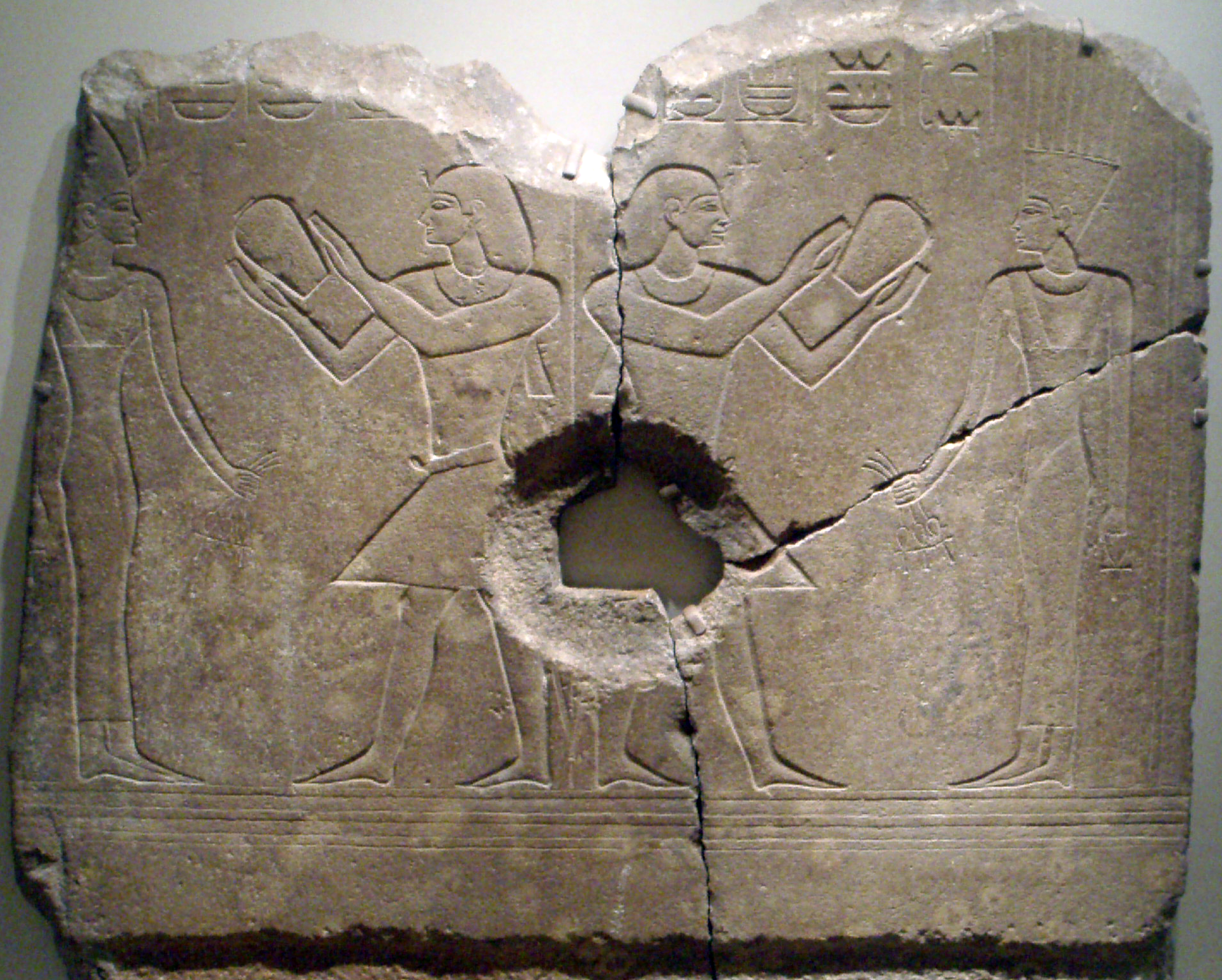
Relief représentant Sobekhotep III faisant offrande à Satis (à gauche) et à Anoukis (à droite) – Brooklyn Museum.

En outre, son association avec l'eau fait de Satis une déesse de la purification, invoquée en faveur des défunts. Ses fonctions s'étendaient également de déesse protectrice du pays, implantée à la limite méridionale de l'Égypte, lieu de nombreux conflits (« Gardienne de la frontière sud de l'Égypte » et, comme le flot tumultueux qui submerge et s'empare du pays, « Celle qui a conquis l'Égypte »), jusqu'à déesse guerrière et protectrice de la royauté (« Celle qui lance ses flèches contre ses ennemis »), probablement de par sa proximité avec d'autres déesses de l'inondation aux aventures nubiennes, telles que Sekhmet. À partir du Nouvel Empire, Satis porte ainsi le même tire que l'Uræus, celui de L'Œil de Rê qui détruit les ennemis du soleil et du pharaon.